# Carthaea saturnioides
Carthaea saturnioides Walker, 1858 è un lepidottero endemico dell'Australia, unico rappresentante del genere Carthaea Walker, 1858, e della famiglia Carthaeidae Common, 1966.

## Descrizione

### Adulto
Le ali presentano ciascuna una grande macchia ocellata, ma mentre quelle sulle ali posteriori sono sempre ben distinte, quelle sulle ali anteriori sono più piccole e possono in taluni casi avere colori più spenti. Queste macchie sono visibili su entrambe le pagine alari. Nell'ala anteriore, l'apice ed il margine esterno risultano più scuri rispetto alla parte basale.

Le nervature alari ricordano quelle delle Saturniidae, famiglia cui sono filogeneticamente affini.

L'apertura alare va da 80 a 100 mm.

### Larva
Il bruco di questa specie è grigiastro sul dorso e giallo ventralmente e sulle pseudozampe; esso presenta una fila di macchie chiare in posizione pseudodorsale, mentre lungo la linea spiracolare sono visibili macchie a forma di occhio.

## Distribuzione e habitat
L'areale di questa specie è limitato alla parte sud-occidentale dello Stato dell'Australia Occidentale.

## Biologia
I bruchi hanno attività diurna, mentre gli adulti volano esclusivamente di notte.

Quando vengono disturbate, queste falene tendono ad abbassare il capo e l'addome, e portare in avanti le ali anteriori, così da esporre le grosse macchie sulle ali posteriori; queste ultime vengono fatte oscillare da una parte all'altra, dando all'aggressore la sensazione di essere osservato da un grosso uccello (ad es. un gufo), così da indurlo a desistere dall'aggressione.

### Periodo di volo
Gli adulti volano da ottobre a dicembre.

### Alimentazione
I bruchi si alimentano alle spese di foglie di alcuni generi della famiglia Proteaceae tra cui:
- Banksia L. f.
- Dryandra (R.Br.) A.R.Mast & K.R.Thiele
- Grevillea R.Br. ex Knight

## Tassonomia

### Sottospecie
Non sono state descritte sottospecie.

### Sinonimi
Non sono stati riportati sinonimi.